# Haplochrois gelechiella
Haplochrois gelechiella is een vlinder uit de familie grasmineermotten (Elachistidae). De wetenschappelijke naam is, als Tetanocentria gelechiella, voor het eerst geldig gepubliceerd in 1902 door Rebel.
De soort komt voor in Europa.